# Андре, Рихард
Рихард Андре (нем. Richard Andree; 26 февраля 1835, Брауншвейг — 22 февраля 1912, вблизи Мюнхена) — немецкий географ и этнограф.

## Биография
Отец — Карл Андре, также географ.
Учился в Лейпциге. Работал в Богемии на руднике в качестве шахтёра и принимал горячее участие в национальных распрях между немцами и чехами.
Впечатлениями этой эпохи полны книги Андре:
- «Tchechische Gänge» (1872);
- «Nationalitätsverhältnisse und Sprachgrenze in Böhmen» (2 изд., Лпц., 1870);
- «Das Sprachgebiet der Lausitzer Wenden» (с этнографич. картой, Прага, 1873)
- «Wendische Wanderstudien» (Штуттг., 1873).

Совершив путешествие по Шотландии, Андре написал «Vom Tweed zur Pentlandföhrde» (Йена, 1866).
Известны труды Андре по географии и этнографии:
- «Ethnogr. Parallelen und Vergleiche» (Штутгарт, 1878; новая серия, Лейпциг, 1889);
- «Zur Volkskunde der Juden» (Билеф., 1881);
- «Die Metalle bei den Naturvölkern» (Лейпциг, 1884);
- «Ethnogr. Karten» (ib., 1889);
- «Die Masken in der Völkerkunde» (Брауншвейг, 1886);
- «Die Anthropophagie» (Лейпциг, 1887);
- «Die Flutsagen» (Брауншвейг, 1891);
- «Braunschweiger Volkskunde» (ib., 1896).

В 1903 году женился на Мари Эйсн. 
Скончался  22 февраля 1912  вблизи Мюнхена.